# Vlag van Remicourt
De vlag van Remicourt is op 29 april 1989 bij raadsbesluit vastgesteld als de vlag van de Luikse gemeente Remicourt. De vlag kan als volgt worden beschreven:
Tien horizontale banen van geel en rood, met een driehangend blauw label dat de vierde bovenste banen van de vlag bedekt.
De vlag werd pas op 18 december 1991 bevestigd door de Franse Gemeenschapsregering. De vlag is volledig gebaseerd op het gemeentewapen en ziet er dus helemaal hetzelfde uit.